# سیزدهمین دوره جشنواره بین‌المللی فیلم کودک و نوجوان رولان، ارمنستان
سیزدهمین دوره جشنواره بین‌المللی فیلم رولان که ویژه کودکان و نوجوانان است از ۷ تا ۱۱ نوامبر ۲۰۱۷ (۱۶ تا ۲۰ آبان ۱۳۹۶) در ایروان، ارمنستان برگزار شد. 
پویانمایی «کلیله و دمنه» به کارگردانی علیرضا توکلی بینا در بخش پویانمایی‌های بلند و «حورا» ساخته غلامرضا ساغرچیان در بخش پانوراما، هر دو فیلم به پخش کنندگی بنیاد سینمایی فارابی به رقابت می‌پردازند.